# Pepsi
Pepsi-Cola (ofta bara kallad Pepsi), är en kolsyrad läskedryck producerad av Pepsico. Drycken började tillverkas i USA i början på 1890-talet av apotekaren Caleb Bradham för att användas mot magsmärtor. 1893 lanserades produkten som "Brad's drink" och 1898 bytte den namn till "Pepsi-Cola". Namnet Pepsi kommer från dyspepsi (ett samlingsnamn för olika magbesvär). Den tillverkas av kolsyrat vatten, färgämnen (E150), socker, sötningsmedel, fosforsyra, citronsyra, konserveringsmedel (natriumbensoat), och aromämnen.
Under 2021 ändrade man receptet genom att börja med sötningsmedel även i vanlig Pepsi. Under 1960-talet fick man en framgång med kampanjen Pepsi Generation som markerade Pepsi som de ungas dryck. Pepsi var på god väg att gå om huvudkonkurrenten Coca-Cola på 1980-talet. Sedan 2004 ligger Pepsi på en lägre marknadsandel.

## Sverige
Pepsi-Cola lanserades i Sverige 1967. Den blev först tillgänglig i Stockholm i mitten av maj och i Göteborg mot slutet av maj. För tillverkningen stod Kopparbergs Bryggeri.
Senare såldes Pepsis drycker i Sverige av KF-ägda AB Wårby Bryggerier för kooperationen och Novia för den privata handeln. KF:s Pepsi tappades av Wårby, medan den Pepsi som såldes av Novia importerades från Tyskland. I början av 1985 tog Spendrups över licensen för privathandeln. Spendrups köpte Wårby år 1989.
År 1996 förlorade Pripps licensen för att tillverka Coca-Cola i Sverige. Under 1997 meddelade Pripps att de istället tecknat avtal för att tillverka Pepsi. Det nya avtalet började gälla först den 1 januari 2001. Innan dess skedde en sammanslagning och Pripps gick upp i Carlsberg Sverige.

## Varianter
Drycken Pepsi har genom åren producerats i ett stort antal varianter. Däribland originaldrycken Pepsi-Cola som lanserades 1898, Diet Pepsi, som kom 1964, Pepsi Max som var sockerfri, Pepsi Cherry, med smak av körsbär, och Pepsi Blue med en klarblå färg, som togs bort tidigt på 2000-talet men återlanserades efter en tid på grund av stor efterfrågan.
I Sverige tillverkas Pepsi med kolsyrat vatten, färgämnen (E150d), socker, sötningsmedel (acesulfamkalium, sukralos), fosforsyra och aromer (inklusive koffein). Vissa regioner, som Sverige och Nederländerna, genomgick inför 2025 en minskning av sockret i standardsorten, vilket ersattes med de konstgjorda sötningsmedlen Acesulfamkalium och Sukralos.